# Samurai Warriors
Samurai Warriors (Japans: 戦国無双 Sengoku Musou) is een serie videospellen gemaakt door Koei voor de PlayStation 2, PlayStation Portable, Xbox, Xbox 360 en Wii. De serie is gebaseerd op de Sengoku-periode van de Japanse geschiedenis. 

## Spellen in de serie
- Samurai Warriors
- Samurai Warriors: Xtreme Legends is een uitbreidingspakket voor Samurai Warriors, met 4 nieuwe speelbare karakters toegevoegd.
- Samurai Warriors: State of War is een aangepaste versie van Samurai Warriors (plus Xtreme Legends) voor enkel de PlayStation Portable.
- Samurai Warriors 2 is het 2e deel van de serie met nieuwe karakters, nieuwe functies en nieuwe scenario's.
- Samurai Warriors 2: Empires is een andere versie van Samurai Warriors 2 die hetzelfde systeem bezit als de Empires games in de Dynasty Warriors games.
- Samurai Warriors 2: Xtreme Legends is een uitbreidingspakket voor Samurai Warriors 2, met 6 nieuwe speelbare karakters toegevoegd.
- Samurai Warriors 3 is het 3e deel van de serie met nieuwe karakters, nieuwe functies en meer nog onbekende details.

## Karakters
De namen staan in de volgorde zoals ze in de Engelse versies verschijnen. In werkelijkheid, zijn de namen omgedraaid.

### Samurai Warriors
- Mitsuhide Akechi (明智 光秀), vazal van Oda Nobunaga en mentor van Mori Ranmaru. Hij keurt Nobunaga's van oorlogvoering af en orkestreert een opstand tegen hem bij Honnō-ji. Bewapend met een katana.
- Masamune Date (伊達 政宗), jonge leider van de Date-clan die het land wil beheersen. In Samurai Warriors 1 is hij bewapend met twee suburito. In Samurai Warriors 2 is dit veranderd in een sabel in westerse stijl en twee geweren.
- Hanzo Hattori (服部 半蔵), ninja van de Tokugawa. Bewapend met een kusari-gama.
- Goemon Ishikawa (石川五右衛門), een professionele dief die op zoek is naar de "Plover Urn". Hij is bewapend met een grote metalen knots en draagt een kanon op z'n rug. * Goemon komt niet voor in Samurai Warriors 2 en verdere spellen in de serie.
- Kunoichi (くのいち) fictioneel karakter, een vrouwelijke ninja in dienst van de Sanada- en Takeda clans. Bewapend met dubbele kunai. * Kunoichi komt niet voor in Samurai Warriors 2 en verdere spellen in de serie.
- Keiji Maeda (前田 慶次), vocht voor de Oda tot Nobunaga's dood. Hierna werd hij een zwerver. Bewapend met een 2-puntige speer.
- Ranmaru Mori (森 蘭丸), vazal van Oda Nobunaga. Tevens heeft hij een sterke vriendschap met Akechi Mitsuhide. Bewapend met een nodachi.
- Noh (濃姫), vrouw van Oda Nobunaga. Ze zit in gewetensnood tussen haar liefde voor Nobunaga en de belofte aan haar vader om Nobunaga te vermoorden. Ze is bewapend met 2 klauwen verborgen onder haar mouwen.
- Nobunaga Oda (織田 信長), de eerste "eenmaker" van Japan. Bewapend met een zwaard welke "kwaadaardige energie" uitstraalt.
- Oichi (お市), de jongere zus van Oda Nobunaga. Bewapend met een kendama.
- Okuni (阿国), een reizende miko die fondsen zoekt voor haar schrijn. Ze gebruikt een Japanse-stijl paraplu als wapen.
- Magoichi Saika (雑賀 孫市), een huursoldaat met een wrok tegenover Oda Nobunaga. Bewapend met een musket.
- Yukimura Sanada (真田 幸村), een vazal van Takeda Shingen tot diens dood. Hierna voegde hij zich bij de Toyotomi tegen de Tokugawa. Bewapend met een jumonji-yari (speer).
- Shingen Takeda (武田 信玄), een bewonderd strateeg en hoofd van de Takeda-clan. Bewapend met een dansen uchiwa.
- Kenshin Uesugi (上杉謙信), een avatara van Bishamonten (de Japanse naam van de God "Vaisravana"). Hij leeft alleen voor oorlog en ziet Takeda Shingen als z'n nemesis. Bewapend met een groot 7-takkig zwaard.

### Samurai Warriors: Xtreme Legends
- Tadakatsu Honda (本多 忠勝), generaal in dienst van de Tokugawa. Bewapend met een grote speer (historisch gezien de Tonbogiri).
- Yoshimoto Imagawa (今川 義元), leider van de Imagawa. Zijn doel is om Kemari in de hoofdstad (Kyoto) te spelen. Bewapend met een zwaard en een kemaribal. * Yoshimoto komt niet voor in Samurai Warriors 2, maar wel weer in Samurai Warriors 2: Xtreme Legends.
- Ina (volledige naam in werkelijkheid is Inahime) (稲姫), dochter van Honda Tadakatsu en vrouw van Sanada Nobuyuki en dus schoonzus van Sanada Yukimura. Bewapend met een boog.
- Hideyoshi Toyotomi (豊臣 秀吉), generaal van Oda Nobunaga en de tweede "eenmaker" van Japan. Bewapend met een sansetsukon.

### Samurai Warriors 2
De personages uit Samurai Warriors en Xtreme Legends zitten ook in Samurai Warriors 2.
- Nagamas Azai (淺井 長政), leider van de Azai (soms ook geschrevens als Asai). Bewapend met een steeklans.
- Kotaro Fuuma (風魔 小太郎), ninja van de Hōjō en de aartsrivaal van Hattori Hanzō. Bewapend met een paar handschoenvormige klauwen.
- Mitsunari Ishida (石田 三成), vazal van Toyotomi Hideyoshi. Bewapend met een ijzeren waaier.
- Musashi Miyamoto (宮本 武蔵), meester in kenjutsu en aartsrival van Kojiro Sasaki. Bewapend met 2 katana's.
- Kanetsugu Naoe (直江　兼続), vazal van Uesugi Kagekatsu. Bewapend met een zwaard en magische kaarten.
- Nene (ねね), vrouw van Toyotomi Hideyoshi. Bewapend met een paar dolken.
- Sakon Shima (島 左近), generaal in dienst van Ishida Mitsunari. Bewapend met een falchion.
- Yoshihiro Shimazu (島津 義弘), daimio van de, tegenwoordig, voormalige Satsuma-provincie. Bewapend met een grote hamer.
- Ginchiyo Tachibana (立花 誾千代), dochter van Tachibana Dosetsu en echtgenote van Tachibana Muneshige. Bewapend met een getand zwaard.
- Ieyasu Tokugawa (德川 家康), in het begin een vazal van Oda Nobunaga. Tevens is hij de laatste en definitieve "eenmaker" van Japan en vestigt de Tokugawa-shogunaat. Bewapend met een speer die een kanon-functie heeft.

### Samurai Warriors 2: Xtreme Legends
- Toshiie Maeda (前田利家), vazal van Nobunaga Oda en vriend van Hideyoshi Toyotomi en Katsuie Shibata. Koos Hideyoshi tijdens de Slag bij Shizugatake. Bewapen met een zwaard en twee speren.
- Katsuie Shibata (柴田勝家), vazal van Nobunaga Oda en vriend van Toshiie Maeda. Weigerde voor Hideyoshi te vechten en zo ontstond de Slag bij Shizugatake. Bewapen met twee bijlen.
- Gracia (ガラシャ), dochter van Mitsuhide Akechi en vrouw van Tadaoki Hosokawa. In dit spel is ze een vriend van Magoichi Saika. Bewapend met twee magische armbanden.
- Kojiro Sasaki (佐々木 小次郎), aartsrivaal van Musashi Miyamoto. Bewapend met een katana en een driedimensionaal zwaard.
- Motochika Chosokabe (長宗我部元親), daimio van Shikoku en later vazal van Hideyoshi Toyotomi. Bewapend met een shamisen (Japanse gitaar).

### Samurai Warriors 3
Het is nog niet bekend welke personages uit de vorige serie in deze game zitten, maar de nieuwe personages zijn als volgt:
- Kiyomasa Kato (加藤清正), vazal van Toyotomi Hideyoshi die het Oosterse leger tijdens de Slag bij Sekigahara vanwege zijn haat tegen Mitsunari Ishida. Bewapend met een zeis.
- Kanbei Kuroda (黒田孝高), strateeg van de Toyotomi clan die tevens het Oosterse leger van Ieyasu Tokugawa koos tijdens Sekigahara. Bewapend met een 'spookachtige bol'.
- Kaihime (甲斐姫), een courtesane van Hideyoshi Toyotomi en dochter van een Hojo vazal. Bewapen met een zweep-zwaard.